# Abbaye Notre-Dame d'Aiguevive
L’abbaye Notre-Dame d'Aiguevive, située sur le territoire de la commune de Faverolles-sur-Cher, dans le département de Loir-et-Cher est une ancienne abbaye de moines de l'Ordre de Saint Augustin fondée au XIIe siècle et inscrite à la liste des monuments historiques de France depuis 1875.

## Historique

### Origine et développement

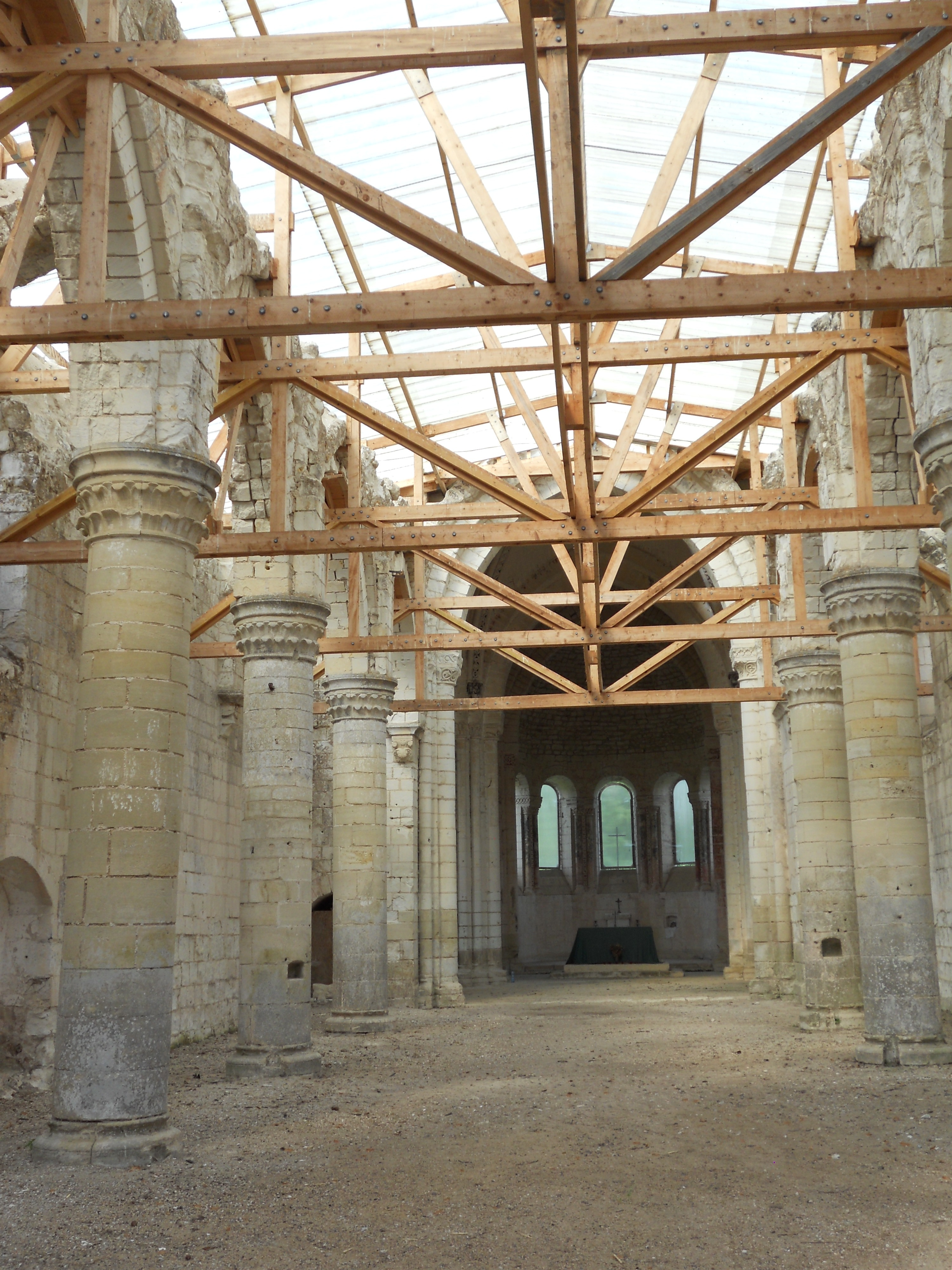
Intérieur de l'abbatiale.

Le site de l'abbaye Notre-Dame d'Aiguevive est situé sur l'emplacement de la cellule d'un ermite installé en 1134. L'endroit placé au milieu d'une forêt est au confluent de deux vallons qui donneront à l'abbaye son nom latin : acqua viva pour eaux vives. Le site est donné dès 1147 aux chanoines d'un prieuré voisin Notre-Dame-de-Belvaut par le seigneur de Montrichard. L'autorisation donnée par Engebault de Preuilly, archevêque de Tours, permet aux chanoines de s'y installer en 1154, après la construction d'une église et d'un monastère.
Jusqu'au début du XIVe siècle et par dons successifs, de nombreux seigneurs locaux augmentent peu à peu les possessions de l'abbaye : bois, terres, maisons.
Un projet d'établissement de religieuses dans l'ancien monastère de Belvaut est proposé à la fin du XIIIe siècle, mais est refusé par les moines de l'abbaye.

### Décadence
Durant la guerre de Cent Ans, de nombreuses abbayes sont saccagées en Touraine et Aiguevive ne fait pas exception. Elle ne s'en relèvera jamais vraiment et à la fin du XVe siècle, il reste moins de dix religieux. En 1558, l'abbaye passe sous le régime de la commende et les abbés commendataires qui se succèderont jusqu'à la Révolution ne cesseront de ponctionner ses revenus. Le XVIe siècle et les guerres de religion amènent une nouvelle période de pillage qui oblige les moines à sacrifier une partie de leurs futaies pour le paiement d'une garnison chargée de les protéger. La subvention du clergé consentie au roi en 1586 nécessite une nouvelle fois d'en vendre une partie conséquente.
En 1673, alors que le monastère en ruine n'abrite plus que 3 moines, l'abbaye est agrégée à la Congrégation de France.

### Révolution française
Le décret du 7 novembre 1789 qui met à disposition de la Nation les biens du clergé de l'Église catholique signe la fin d'une période continue d'occupation de plus de six siècles. Le dernier prieur est expulsé en octobre 1790. Le mobilier est éparpillé très rapidement et les bâtiments sont vendus successivement en 1792 et 1795, les pierres du cloître servant de carrière. Le retrait des charpentes provoque une dégradation rapide des murs soumis aux intempéries et les voûtes en pierre de la neuf sont démolies en 1840.

## Vestiges
Endommagée dès le XIVe siècle, les bâtiments subissent des dégradations successives et importantes jusqu'à la fin du XIXe siècle. En 1870, le comte de Marolles réalise une réparation de la flèche et d'une partie des toitures du chœur et des absides. Le classement du domaine aux monuments historiques ne permet pas de poursuivre les travaux nécessaires. Il faut attendre plus d'un siècle pour que de nouveaux travaux de réfection soient entrepris sur l'abbatiale : déblaiement, réfection des toitures, repose d'un sol, consolidation et rénovation de la flèche en pierre, restauration des peintures murales du chœur, etc. Le portail, l'abside ainsi que plusieurs chapiteaux du chœur ont conservés leurs riches décorations. Du cloître et des bâtiments claustraux, aucun vestige important ne subsiste ; seules une écurie et quelques dépendances sont encore visibles.
Traces toujours bien visibles d'anciens viviers, plusieurs étangs entourent le site de l'abbaye. Le ruisseau qui y prend sa source court jusqu'au village de Faverolles avant de se jeter dans le  Cher.
Un pèlerinage important est toujours actif, particulièrement le 1er septembre, fête de saint Gilles et le 8 du même mois, fête de la nativité de Vierge Marie C'est une fontaine consacrée à l'ermite saint Gilles qui attire encore les fidèles qui peuvent se recueillir auprès d'une statue du saint représenté avec sa biche.

## Galerie

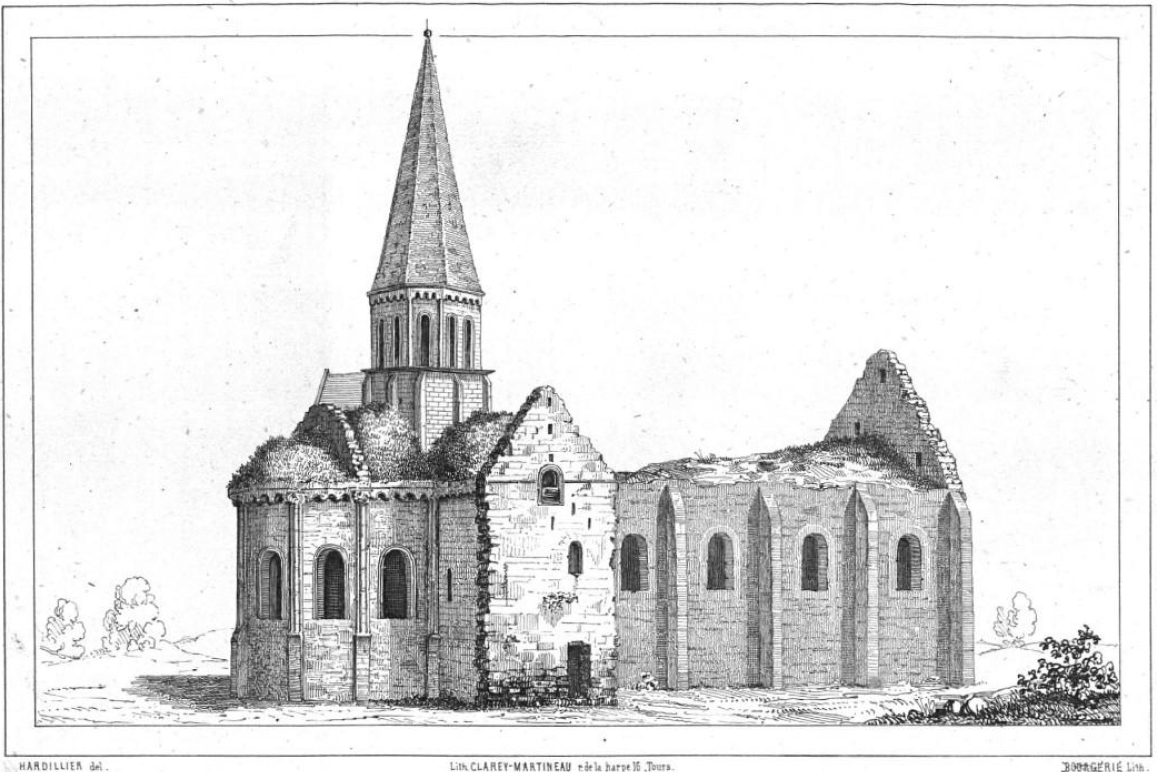
Côté nord de l'église consacrée à saint Gilles, telle qu'elle pouvait encore être vue en 1842.
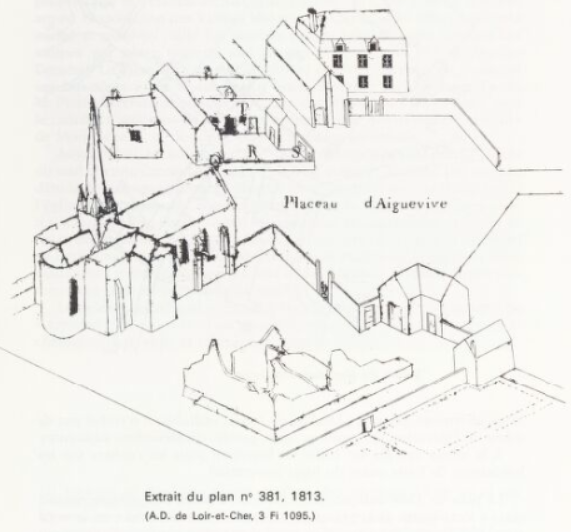
Vestiges du site en 1813.
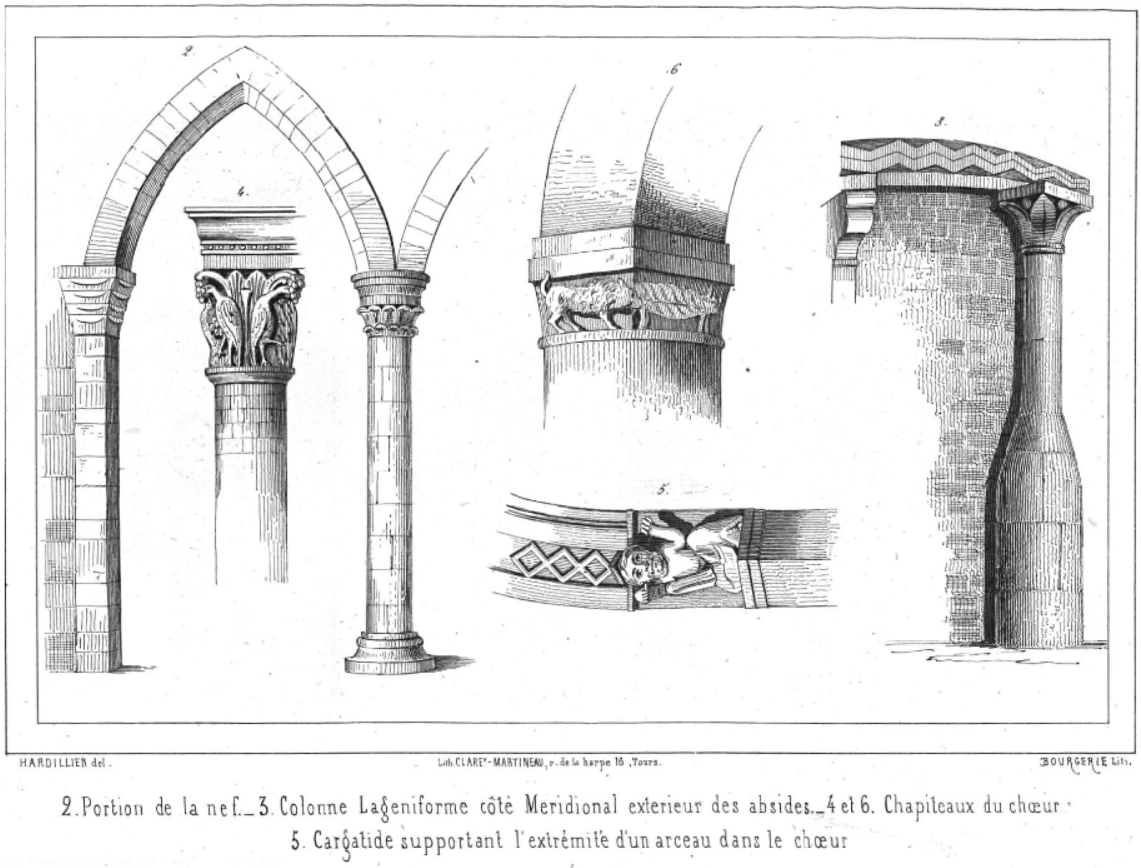
Détail des décors de la nef, des absides et du chœur.

## Armoiries
| Blason | Blasonnement : D'or au dextrochère au naturel tenant un cœur enflammé de gueules percé d'une flèche d'argent posée en bande, sortant d'un nuage d'azur ; à la champagne d'azur chargée des mots Super Eminet Charitas. Commentaires : La devise latine Super Eminet Charitas se traduit par La plus grande charité élève. |